# Soultz-sous-Forêts

Soultz-sous-Forêts este o comună în departamentul Bas-Rhin, Franța. În 1 ianuarie 2022 avea o populație de 3.125 de locuitori.